# FinanzBuch Verlag
Der FinanzBuch Verlag (kurz FBV) ist ein 1997 gegründeter Buchverlag mit Sitz in München. Der FinanzBuch Verlag wird von der Münchner Verlagsgruppe GmbH als Imprint geführt. Diese ist seit 2017 eine Tochtergesellschaft des schwedischen Medienkonzerns Bonnier.

## Geschichte
Der FinanzBuch Verlag wurde 1997 von Christian Jund gegründet, der zuvor als Trader gearbeitet hatte.
In den Anfangsjahren veröffentlichte der FinanzBuch Verlag vor allem Lizenztitel von Werken aus dem englischsprachigen Raum, zum Beispiel mit Werken von Donald Trump, George Soros oder Liaquat Ahamed. Später kamen eigene Autoren zu Wirtschafts- und Finanzthemen hinzu. Für Buchreihen kooperierte der FinanzBuch Verlag mit der Financial Times Deutschland und Focus Money. Auch das Online-Portal Tichys Einblick verfügt im Verlag über eine Buchreihe. 2007 wurde die Buchsparte des Süddeutschen Verlags aufgekauft. 2018 veröffentlichte der Verlag Feindliche Übernahme von Thilo Sarrazin, dessen Veröffentlichung die Verlagsgruppe Random House zuvor abgelehnt hatte. 2018 verglich Marc Reichwein das Verlagsprogramm in der Welt mit dem Parteiprogramm der frühen AfD. Es richte sich an Menschen, „die an Law & Order nichts verwerflich und an reichen Menschen nichts Obszönes finden“, und es gehe trotz einiger Titel im „Sieferle-Sound“ überwiegend um „volkswirtschaftliche statt um völkische Sorgen.“